# Rhythm and Blues

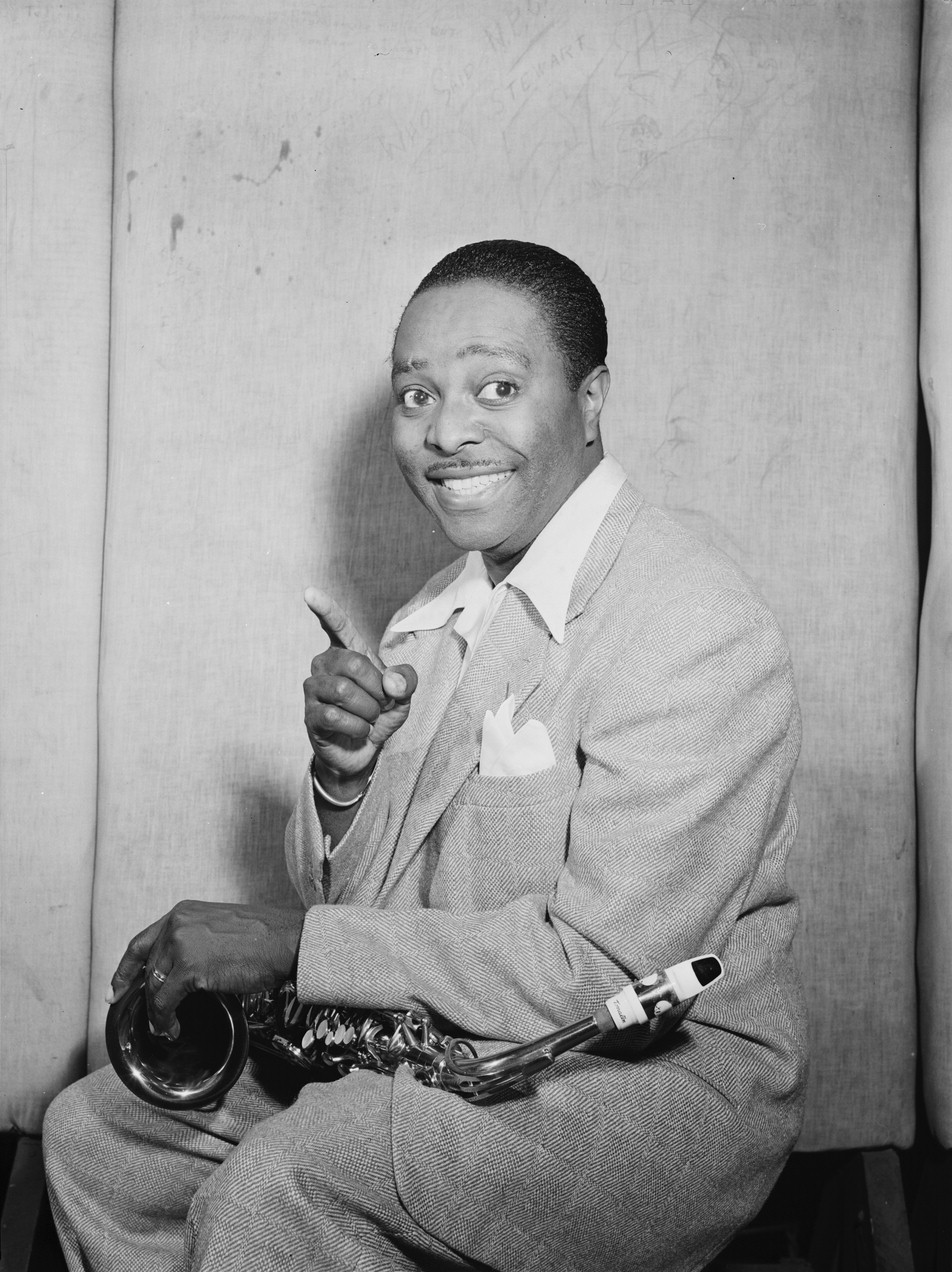
Louis Jordan, 1946. Foto: William P. Gottlieb.

Rhythm and Blues (auch Rhythm & Blues oder Rhythm ’n’ Blues, abgekürzt R&B, R & B, R ’n’ B oder auch RnB) bezeichnet den in den 1940er Jahren vorherrschenden Stil afroamerikanischer Popmusik: eine rhythmisch stark akzentuierte Form des Blues, aus der später Rock ’n’ Roll wurde, die von Weißen gespielte und produzierte Form des Rhythm and Blues. 
Der Begriff Rhythm and Blues tauchte 1941 nach einem Tantiemen-Streit zwischen der amerikanischen Urheberrechtsgesellschaft ASCAP und den Rundfunkanstalten der USA erstmals als Gattungsbegriff auf, um den als diskriminierend empfundenen Begriff Race Music zu ersetzen. So betitelte ab 1949 die Musikzeitschrift Billboard eine ihrer Spartenhitparaden mit Rhythm and Blues. Den Begriff soll Jerry Wexler geprägt haben, Journalist und späterer Produzent des Plattenlabels Atlantic Records. In der amerikanischen Musikindustrie wird der Begriff so bis heute auch als Sammelbezeichnung für afroamerikanische Mainstream-Musik verwendet.
In den 1980er und 1990er Jahren erfuhr der Begriff eine Neudeutung und bezeichnete Verbindungen von Popmusik und Soul (Michael Jackson, Whitney Houston, Mariah Carey, Lionel Richie, Prince), später eine Verbindung von Popmusik und Hip-Hop. Zur genaueren Abgrenzung werden hierfür häufig die Begriffe Contemporary R&B, Rhythm ’n’ Beat, Rap ’n’ Beat oder R&B (ausschließlich als Kürzel) verwendet.

## Historie

### 1940er Jahre
Nach dem Zweiten Weltkrieg wurden die ersten Rhythm-and-Blues-Bands in den USA gegründet. Die Musik der großen Big Bands der 1930er und 1940er Jahre hatte sich in Richtung Jazz weiterentwickelt. Radiosender waren nicht mehr bereit, für ihr musikalisches Unterhaltungsprogramm teure Big Bands anzustellen, und spielten stattdessen Schallplatten. Damit fiel für die Big Bands ein beträchtlicher Anteil der Einkünfte weg. An ihre Stelle traten kleinere Bands, die aus Rhythmus-Gruppe und einigen Bläsern (Horn-Sections) bestanden.
Rhythm and Blues war ganz auf die Unterhaltung des Publikums ausgelegt. Viele Bands verpflichteten Shouter als Sänger, z. B. Big Joe Turner. Der erste große Star des Rhythm and Blues war Louis Jordan. Zu seinen Hits zählen unter anderem Caldonia, Saturday Night Fish Fry und Choo Choo Ch’Boogie. Zweideutige Texte waren die Grundlage für den Erfolg von beispielsweise Julia Lee. Als Leadinstrument setzte sich gegenüber dem Klavier die elektrische Gitarre in der Tradition von T-Bone Walker durch.

### 1950er Jahre
Die Stellung des Rhythm and Blues als Musik der dunkelhäutigen  Bevölkerung änderte sich in den 1950er Jahren durch die Vermischung des Rhythm and Blues und des Rock ’n’ Roll durch Künstler wie Chuck Berry. Auch der Doo Wop hat seine Wurzeln im Rhythm and Blues; ursprünglich von schwarzen Künstlern gesungen, entstanden bald auch gemischte und rein weiße Gruppen.
Durch die Verbindung von Rhythm and Blues mit Gospel schufen Künstler wie Ray Charles und Sam Cooke in den späten 1950er Jahren die Soulmusik, eine Weiterentwicklung des Rhythm and Blues mit seinen alten säkularen Themen, die nun mit sakraler Energie vorgetragen wurden. Der Song Hallelujah, I Love Her so! (1956) von Ray Charles spiegelt diese Spannung im Titel wider. Der Soul griff die Motive und Themen der schwarzen Bürgerrechtsbewegung auf – den Kampf um gesellschaftliche (rechtliche und wirtschaftliche) Anerkennung der immer noch unterprivilegierten Afroamerikaner und damit verbunden der Konstituierung schwarzen Selbstbewusstseins.
Der Soul spaltete sich bald in verschiedene Genres und Stile auf. Der wichtigste und geschäftlich erfolgreichste ist Motown. Das Detroiter Label machte eine Reihe von Künstlern groß, beispielsweise Diana Ross & The Supremes, die Temptations, Smokey Robinson & The Miracles, Stevie Wonder und Marvin Gaye. Eine Entwicklungslinie führte von hier zum Funk der 1970er Jahre. Stilprägend war dabei vor allem James Brown.

### 1960er Jahre
In der Subkultur der Mods in England spielten „schwarzer“ Soul, R&B, Ska und Jazz eine wichtige Rolle. Die Mods rebellierten damit gegen ihre Elterngeneration und distanzierten sich durch die Musik auch bewusst von Rockern und Beatles-Fans. Die mit der Mod-Bewegung stark verbundene Band The Who nannte ihr Programm Mitte der 1960er Jahre „Maximum R&B“. In der Modkultur liegt der Ursprung des Northern Soul (auch Rare Soul), in dem seltene Aufnahmen von Soul und Rhythm and Blues prägend sind.

## Musiker des Rhythm and Blues
Als Sänger und Musiker dieser Ära, die dem Rhythm-and-Blues-Stil der 1940er und 1950er Jahre – zumindest zeitweise – zuzurechnen sind, gelten neben den schon genannten Louis Jordan und Big Joe Turner neben anderen Fats Domino, Hank Ballard, Jesse Belvin, Brook Benton, Ray Charles, Earl Bostic, The Spencer Davis Group, Bill Doggett, Charles Brown, Roy Brown, Ruth Brown, Billy Eckstine, Lowell Fulson, Lionel Hampton, John Lee Hooker, Etta James, Little Willie John, Buddy Johnson, B.B. King, Johnny Otis, Jimmy Reed, Ella Mae Morse, Dinah Washington, T-Bone Walker, Muddy Waters, Joe Williams, Howlin’ Wolf und Jimmy Witherspoon sowie Vokalensembles wie The Coasters, The Drifters, The Clovers und The Platters.

### Allgemeine Darstellungen
- James A. Gowan: Here Today! Here To Stay! A Personal History Of Rhythm And Blues. Sixth House Press, St. Petersburg, Fla. 1983, ISBN 0-913911-00-3.
- Big Al Pavlow: The R & B Book. A Disc-history Of Rhythm & Blues. Music House Pub., Providence/Rhode Island 1983, ISBN 0-915529-00-9.
- Mitch Rosalsky: Encyclopedia Of Rhythm And Blues And Doo Wop Vocal Groups. Scarecrow Press, Lanham, Md. 2000, ISBN 0-8108-3663-7.

### Regionale Entwicklungen
- John Broven: Walking To New Orleans. Rhythm And Blues In New Orleans. Pelican Pub., Gretna, La. 1978, ISBN 0-88289-125-1.
- Philip Groia: They All Sang At The Corner. New York City’s Rhythm And Blues Vocal Groups Of The 1950s. Edmond Pub., Setauket, N.Y. 1974, ISBN 0-912954-08-6.
- Peter Guralnick: Sweet Soul Music. Rhythm And Blues And The Southern Dream Of Freedom. Harper & Row, New York 1986.
- Jeff Hannusch: I Hear You Knocking. The Sound Of New Orleans Rhythm And Blues. Swallow Publications, Ville Platte, La. 1985, ISBN 0-9614245-0-8.